# Acción Gallega
Acción Gallega fou el nom d'un dels més importants moviments agraris i anticaciquils de Galícia del segle xx. Inicialment tenia caràcter decididament antiforal, redencionista, però esdevingué una variant radical de l'agrarisme gallec de la dècada de 1910.

## Inicis
El seu origen es troba el 1909, quan un grup d'intel·lectuals i periodistes gallecs residents a Madrid es reunien amb el tema constant de discussió sobre les lluites agràries de Galícia, l'alliberament dels camperols, i en general, del país gallec. Alguns d'aquests intel·lectuals eren Basilio Álvarez Rodríguez, Alfredo Vicenti, Manuel Portela Valladares, Enrique Peinador, Luís Antón del Olmet, Prudencio Canitrot, Alfonso Alcalá Martín, Ricardo Vilariño, Rafael Carvajal, Cánovas Cervantes i Eloy Páramo.
El 15 de gener de 1910 el moviment es va donar a conèixer al públic amb l'aparició de la revista Acción Gallega, subtitulada Revista Quincenal. Defensora de los intereses regionales, d'extraordinari interès, amb l'estil inconfusible de Basilio Álvarez. A part d'aquesta campanya periodística, també s'engegà un programa de mítings i enllaçà amb les societats agràries de Ribadeo, Riotorto, A Fonsagrada i Becerreá.

## Activitats
El programa de mítings del grup s'inicià a terres de Meira, i els principals oradors en foren Basilio Álvarez, Prudencio Canitrot, Cánovas Cervantes i Rafael Carvajal, os oradores principais. A les eleccions a les Corts espanyoles de 1910 van presentar tres candidats: Rafael Carvajal, per Mondoñedo; Alfredo Vicenti, per Becerreá, i Manuel Portela Valladares, per A Fonsagrada. Portela va obtenir un èxit aclaparador i només les trampes dels cacics van impedir el triomf de Vicenti, de manera que comptarà amb un diputat a Corts.
En aquesta primera etapa l'esforç principal és concentrar en donar un sentit únic a l'agrarisme gallec, escindit en distints fronts (solidaris, antiforistes, sindicalistes, etc.). D'aquest intent va sorgir el 1910 el partit Liga Agraria Redencionista, que va tenir un fracàs tant significatiu com contundent. Tot i que els seus dirigents gaudien d'un gran prestigi públic a Madrid, no assoliren un gran ressò al camp gallec, malgrat la publicitat dels grans diaris.
El 1911 una sèrie d'esdeveniments provocaran la radicalització del moviment. Basilio Álvarez acabava de dimitir com a director del diari catòlic El Debate i va ser cridat pel bisbe d'Ourense a substituir l'abat de la parròquia de Beiro (Ourense), assassinat poc abans. Allí va procurar expandir el moviment pel camp d'Ourense.
L'agost de 1912 aparegué el "Manifesto de Ourense", on la Liga de Acción Gallega es comprometé en una campanya de mítings de caràcter agrari i societari, a recollir les aspiracions dels camperols i fer-les arribar al govern. Els mítings es caracteritzaren pel seu radicalisme verbal, i s'iniciaren a O Carballiño, continuaren a Ribadavia, Gondomar, Ourense, Bande, A Estrada, etc.
Els mítings es van estendre a terres d'Ourense i Pontevedra, i el to obertament revolucionari dels seus oradors (especialment Basilio Álvarez) van fer témer un esclat revolucionari a Galícia. Poetes com Ramón Cabanillas i Antón Noriega Varela van compondre poemes per al moviment.
Inicialmente la publicació Acción Gallega fou el portaveu del moviment, però el diari més compromès en la campanya fou El Heraldo Gallego, editat a Ourense.
La repercussió que el moviment va tenir arreu de Galícia és difícil d'avaluar. Alguns diaris, encara que excepcionalment, en publicaren propaganda, com Heraldo de Vigo i Galicia Nueva de Vilagarcía de Arousa. Però l'actitud formal fou la negació absoluta davant la radicalització del moviment, que no respectava representacions ni poders. Per la seva importància i pel prestigi de Basilio Álvarez, va assolir un extraordinari ressò arreu d'Espanya.

## Final
El moviment, centrat en la lluita contra els cacics, i amb ideologia de clara inspiració regeneracionista i basada en l'antiforisme redencionista, es basava en la fogositat de Basilio Álvarez i el seu grup d'amics incondicional. La descomposició d'aquest bloc fou conseqüència de les primeres persecucions. Des de 1913 les garanties constitucionals no salvaguardaven els seus seguidors. El 1914 el moviment es va veure embolicat en casos d'agitació i terrorisme. Basilio Álvarez es va enfrontar al bisbe Eustaquio Ilundáin, i aquest li va retirar les llicències sacerdotals. Alhora, les amenaces de denúncies judicials li van fer perdre el suport del director del diari El Heraldo Gallego, Manuel Lustres Rivas.
Simultàniament, dirigents del moviment com Manuel Portela Valladares i Alfredo Vicenti abandonaren Basilio Álvarez, per considerar que aquest seguia un camí molt perillós. Més tard, el nucli oresnsà també se'n separà per la sortida d'Eugenio López Aydillo primer i després de Lustres Rivas.
La lluita de l'agrarisme gallec, extraordinàriament radicalitzada des de 1914, no tornarà a tenir tanta ressonància com va tenir Acción Gallega, encara que els principis del moviment i de Basilio Álvarez Rodríguez van perviure en loes societats agràries posteriors.